# Gracijan Raspudić
fra Gracijan Raspudić, Gracian Raspudić (Lipno kod Ljubuškoga, 25. veljače 1911. – Chicago, 7. svibnja 1989.), jedan od poznatijih i kontroverznijih hrvatskih pisaca u egzilu. Studirao filozofiju u Beču, doktorirao teologiju u Lyonu. Radio većinom kao svećenik i pedagog, u Njemačkoj, Italiji, Španjolskoj i Sjedinjenim Američkim Državama. Bio je i urednikom Hrvatskoga katoličkog glasnika u Chicagu. Jednim je od potpisnika Apela hrvatskih književnika i pisaca u emigraciji od 30. travnja 1967. godine.
Do 1990. bio je na posebnoj potjernici saveznoga SUP-a. Raspudić i fra Ljudevit Rupčić su autori prvog prijevoda Novoga zavjeta poslije rata na hrvatski jezik; prijevod je objavljen Sarajevu i Mostaru 1960., a u tisak ga je „progurao“ fra Karlo Karin.

## Djela
- Franjevačka Biblija (SZ Silvije Grubišić), Naša ognjišta, Tomislavgrad; Kršćanska sadašnjost, Zagreb; Hrvatsko biblijsko društvo, Zagreb, 2010., ISBN 978-953-11-0574-3
- Braća Golemci; Za stolom od kamena; Djevojka Drina, Matica hrvatska, Čitluk, 2001., ISBN 9958-9442-0-0
- Novi zavjet, prijevod s grčkoga izvornika s tumačem. Zagreb – Sarajevo – Mostar, 1987.
- Braća Golemci : pripovijest iz hercegovačkog života, Duvno, 1975.
- Za stolom od kamena, Madrid, 1964.
- Djevojka Drina : roman, Madrid, 1951.

## Vanjske poveznice
- * Kronika događaja (Čitluk)  Arhivirana inačica izvorne stranice od 22. prosinca 2015. (Wayback Machine) // Vijenac, br. 204., 27. prosinca 2001., pristupljeno: 15. studenoga 2013.